# Zachary Scott
Zachary Scott (ur. 21 lutego 1914 w Austin, zm. 3 października 1965 tamże) – amerykański aktor filmowy i telewizyjny.

## Filmografia
Seriale
- 1948: Studio One
- 1951: Tales of Tomorrow jako Ray Clinton
- 1955: Alfred Hitchcock przedstawia jako pan Blake
- 1961: The DuPont Show of the Week jako Otto Habershaw

Filmy
- 1944: Maska Dimitriosa jako Dimitrios Makropoulos
- 1950: Shadow on the Wall jako David I. Starrling
- 1960: Dziewczyna z wyspy jako Miller
- 1962: It'$ Only Money jako Gregory DeWitt

## Wyróżnienia
Ma swoją gwiazdę w Hollywoodzkiej Alei Gwiazd.